# 박요한 (1989년)
박요한(1989년 1월 16일 ~ )은 대한민국의 전직 축구 선수이다. 현역 시절 포지션은 수비수였다.

## 클럽 경력
2011 K리그 드래프트에 참가하여 신생 구단 광주 FC에 지명되었다. 데뷔 2년차인 2012 시즌에 리그 데뷔전을 치렀다.
2012 시즌 종료 후 팀이 강등되자 충주 험멜로 이적하였다.
2016시즌을 앞두고 군복무를 위해 안산 무궁화 축구단에 입단하였으며, 2017년 10월 6일 아산 무궁화 축구단에서 전역했으나 충주가 해체된 관계로 무적 신분이 되었다.
2018년 1월 7일 프로 첫 클럽이었던 K리그 챌린지 광주 FC로 돌아갔다.
2019시즌을 앞두고 수원 FC에 입단했다.
2020년 여름 이적시장에서 K리그2의 FC 안양으로 임대이적했다.
2020시즌 종료 이후 현역 은퇴를 선언했다.

## 지도자 경력
현역 은퇴 이후 2021시즌부터 금호고등학교의 코치로 부임했다.

## 수상

### 선수
안산 무궁화 FC
- K리그 챌린지 : 우승 (2016)